# Natação nos Jogos Paralímpicos de Verão de 2012 - 50 m costas masculino
As competições de 50 metros costas masculino da natação nos Jogos Paralímpicos de Verão de 2012 foram disputadas entre os dias 5 e 8 de setembro no Centro Aquático de Londres, na capital britânica. Participaram desse evento atletas de 5 classes diferentes de deficiência.

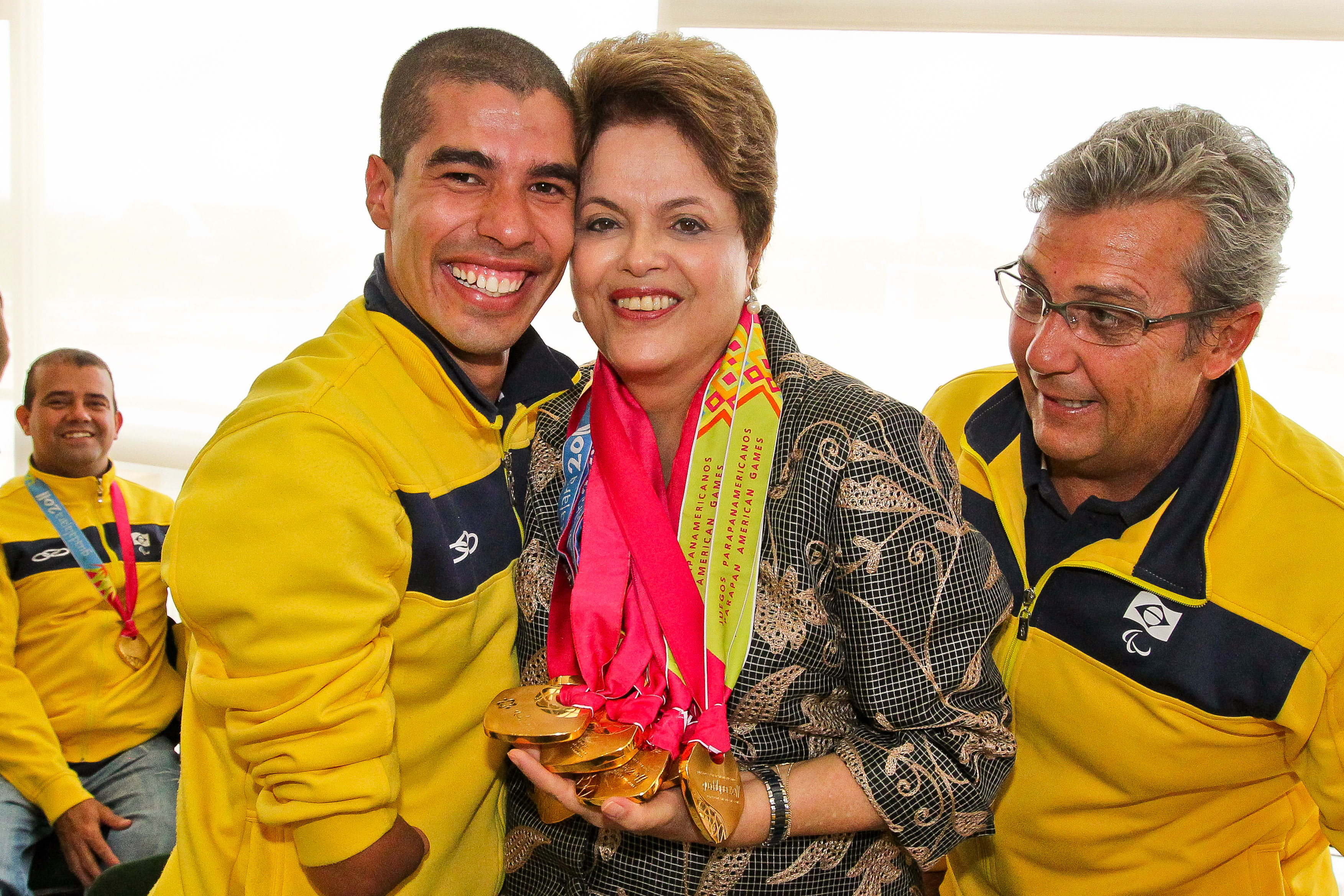
O brasileiro Daniel Dias, competindo na classe S5, conquistou a medalha de ouro nos 50 metros costas.

## Medalhistas

### Classe S1
| Ouro   | UKR Hennadii Boiko    |
| Prata  | GRE Christos Tampaxis |
| Bronze | UKR Oleksandr Golovko |

### Classe S2
| Ouro   | CHN Yang Yang                |
| Prata  | GRE Aristeidis Makrodimitris |
| Bronze | RUS Dmitry Kokarev           |

### Classe S3
| Ouro   | KOR Min Byeong-Eon     |
| Prata  | UKR Dmytro Vynohradets |
| Bronze | CHN Du Jiaping         |

### Classe S4
| Ouro   | MEX Juan Reyes               |
| Prata  | RUS Aleksei Lyzhikhin        |
| Bronze | MEX Gustavo Sánchez Martínez |

### Classe S5
| Ouro   | BRA Daniel Dias     |
| Prata  | CHN He Junquan      |
| Bronze | HUN Zsolt Vereczkei |

## S1
| Pos.   | Raia | Atleta                        | Tempo   | Notas           |
| ------ | ---- | ----------------------------- | ------- | --------------- |
| Ouro   | 4    | UKR Hennadii Boiko            | 1:04.29 | Recorde mundial |
| Prata  | 5    | GRE Christos Tampaxis         | 1:20.76 |                 |
| Bronze | 6    | UKR Oleksandr Golovko         | 1:32.44 |                 |
| 4      | 3    | POR João Martins              | 1:38.96 |                 |
| 5      | 2    | COL Luis Eduardo Rojas Osorno | 1:48.93 |                 |
| 6      | 1    | GRE Alex Taxildaris           | 1:49.23 |                 |
| 7      | 7    | GRE Andreas Katsaros          | 1:59.44 |                 |

## S2

### Eliminatórias

#### Eliminatória 1
| Pos. | Raia | Atleta                       | Tempo   | Notas |
| ---- | ---- | ---------------------------- | ------- | ----- |
| 1    | 2    | CHN Yang Yang                | 1:01.35 | Q     |
| 2    | 4    | GRE Aristeidis Makrodimitris | 1:07.14 | Q     |
| 3    | 3    | ISR Iad Josef Shalabi        | 1:08.37 | Q     |
| 4    | 5    | POL Jacek Czech              | 1:09.31 | Q     |
| 5    | 6    | GRE Georgios Kapellakis      | 1:11.80 | Q     |

#### Eliminatória 2
| Pos. | Raia | Atleta                 | Tempo   | Notas |
| ---- | ---- | ---------------------- | ------- | ----- |
| 1    | 5    | GBR James Anderson     | 1:07.17 | Q     |
| 2    | 3    | UKR Ievgen Panibratets | 1:07.33 | Q     |
| 3    | 4    | RUS Dmitrii Kokarev    | 1:10.93 | Q     |
| 4    | 6    | ITA Francesco Bettella | 1:13.76 |       |
| 5    | 2    | USA Curtis Lovejoy     | 1:16.06 |       |

### Final
| Pos.   | Raia | Atleta                       | Tempo   | Notas           |
| ------ | ---- | ---------------------------- | ------- | --------------- |
| Ouro   | 4    | CHN Yang Yang                | 1:00.90 | Recorde mundial |
| Prata  | 5    | GRE Aristeidis Makrodimitris | 1:04.71 |                 |
| Bronze | 1    | RUS Dmitrii Kokarev          | 1:05.70 |                 |
| 4      | 3    | GBR James Anderson           | 1:07.30 |                 |
| 5      | 7    | POL Jacek Czech              | 1:07.74 |                 |
| 6      | 2    | ISR Iad Josef Shalabi        | 1:08.97 |                 |
| 7      | 8    | GRE Georgios Kapellakis      | 1:10.73 |                 |
| 8      | 6    | UKR Ievgen Panibratets       | 1:11.03 |                 |

## S3

### Eliminatórias

#### Eliminatória 1
| Pos. | Raia | Atleta                   | Tempo   | Notas |
| ---- | ---- | ------------------------ | ------- | ----- |
| 1    | 4    | CHN Du Jianping          | 51.56   | Q     |
| 2    | 3    | RUS Andrey Meshcheryakov | 53.90   | Q     |
| 3    | 5    | CHN Li Hanhua            | 55.72   | Q     |
| 4    | 6    | AUS Grant Patterson      | 58.87   |       |
| 5    | 7    | USA Michael Demarco      | 1:01.04 |       |
| 6    | 2    | MEX Cristopher Tronco    | 1:04.32 |       |

#### Eliminatória 2
| Pos. | Raia | Atleta                            | Tempo   | Notas |
| ---- | ---- | --------------------------------- | ------- | ----- |
| 1    | 4    | KOR Min Byeong-Eon                | 45.65   | Q     |
| 2    | 5    | UKR Dmytro Vynohradets            | 48.02   | Q     |
| 3    | 3    | ESP Miguel Ángel Martínez Tajuelo | 51.69   | Q     |
| 4    | 2    | SWE Mikael Fredriksson            | 56.28   | Q     |
| 5    | 6    | ESP Javier Hernández Aguirán      | 58.29   | Q     |
| 6    | 7    | FRA Frédéric Bussi                | 1:01.31 |       |
| 7    | 1    | GRE Ioannis Kostakis              | 1:13.21 |       |

### Final
| Pos.   | Raia | Atleta                            | Tempo | Notas           |
| ------ | ---- | --------------------------------- | ----- | --------------- |
| Ouro   | 4    | KOR Min Byeong-Eon                | 42.51 |                 |
| Prata  | 5    | UKR Dmytro Vynohradets            | 46.26 | Recorde europeu |
| Bronze | 3    | CHN Du Jianping                   | 46.48 |                 |
| 4      | 6    | ESP Miguel Ángel Martínez Tajuelo | 51.83 |                 |
| 5      | 7    | CHN Li Hanhua                     | 52.03 |                 |
| 6      | 1    | SWE Mikael Fredriksson            | 55.81 |                 |
| 7      | 2    | RUS Andrey Meshcheryakov          | 56.11 |                 |
| 8      | 8    | ESP Javier Hernández Aguirán      | 56.89 |                 |

## S4

### Eliminatórias

#### Eliminatória 1
| Pos. | Raia | Atleta                          | Tempo | Notas |
| ---- | ---- | ------------------------------- | ----- | ----- |
| 1    | 4    | CZE Arnošt Petráček             | 45.16 | Q     |
| 2    | 3    | MEX Gustavo Sánchez Martínez    | 46.48 | Q     |
| 3    | 5    | CZE Jan Povýšil                 | 47.33 | Q     |
| 4    | 6    | BRA Ronystony Cordeiro da Silva | 50.95 | Q     |
| 5    | 2    | AUS Ahmed Kelly                 | 57.91 |       |

#### Eliminatória 2
| Pos. | Raia | Atleta                  | Tempo | Notas |
| ---- | ---- | ----------------------- | ----- | ----- |
| 1    | 3    | RUS Aleksei Lyzhikhin   | 46.57 | Q     |
| 2    | 4    | MEX Juan Reyes          | 47.40 | Q     |
| 3    | 5    | FRA David Smétanine     | 49.33 | Q     |
| 4    | 6    | UKR Eskender Mustafaiev | 51.92 | Q     |
| 5    | 2    | LTU Kęstutis Skučas     | 52.38 |       |

### Final
| Pos.   | Raia | Atleta                          | Tempo | Notas |
| ------ | ---- | ------------------------------- | ----- | ----- |
| Ouro   | 2    | MEX Juan Reyes                  | 45.75 |       |
| Prata  | 3    | RUS Aleksei Lyzhikhin           | 46.73 |       |
| Bronze | 5    | MEX Gustavo Sánchez Martínez    | 47.17 |       |
| 4      | 6    | CZE Jan Povýšil                 | 48.41 |       |
| 5      | 4    | CZE Arnošt Petráček             | 49.49 |       |
| 6      | 7    | FRA David Smétanine             | 50.30 |       |
| 7      | 1    | BRA Ronystony Cordeiro da Silva | 51.75 |       |
| 8      | 8    | UKR Eskender Mustafaiev         | 52.51 |       |

## S5

### Eliminatórias

#### Eliminatória 1
| Pos. | Raia | Atleta                | Tempo | Notas |
| ---- | ---- | --------------------- | ----- | ----- |
| 1    | 4    | HUN Zsolt Vereczkei   | 38.86 | Q     |
| 2    | 2    | DEN Jonas Larsen      | 42.56 | Q     |
| 3    | 5    | GBR Anthony Stephens  | 43.60 |       |
| 4    | 3    | BRA Francisco Avelino | 44.89 |       |
| 5    | 6    | USA Roy Perkins       | 47.37 |       |
| 6    | 7    | CRO Matija Grebenić   | 49.36 |       |

#### Eliminatória 2
| Pos. | Raia | Atleta                           | Tempo | Notas |
| ---- | ---- | -------------------------------- | ----- | ----- |
| 1    | 4    | CHN He Junquan                   | 37.02 | Q     |
| 2    | 2    | VIE Võ Thanh Tùng                | 42.26 | Q     |
| 3    | 5    | MAS Zul Amirul Sidi Bin Abdullah | 43.00 | Q     |
| 4    | 6    | ESP Ricardo Ten                  | 43.07 |       |
| 5    | 3    | IRL James Scully                 | 45.27 |       |
| 6    | 7    | ESP Miguel Luque                 | 49.36 |       |

#### Eliminatória 3
| Pos. | Raia | Atleta               | Tempo | Notas |
| ---- | ---- | -------------------- | ----- | ----- |
| 1    | 4    | BRA Daniel Dias      | 36.29 | Q     |
| 2    | 5    | GBR Andrew Mullen    | 39.69 | Q     |
| 3    | 3    | NZL Cameron Leslie   | 42.88 | Q     |
| 4    | 6    | TUR Beytullah Eroğlu | 43.11 |       |
| 5    | 7    | ARG Ariel Quassi     | 49.45 |       |
| —    | 2    | MAS Jamery Siga      | DSQ   |       |

### Final
| Pos.   | Raia | Atleta                           | Tempo | Notas              |
| ------ | ---- | -------------------------------- | ----- | ------------------ |
| Ouro   | 4    | BRA Daniel Dias                  | 34.99 | Recorde mundial    |
| Prata  | 5    | CHN He Junquan                   | 36.41 |                    |
| Bronze | 3    | HUN Zsolt Vereczkei              | 38.92 |                    |
| 4      | 6    | GBR Andrew Mullen                | 39.54 |                    |
| 5      | 1    | NZL Cameron Leslie               | 42.40 | Recorde da Oceania |
| 6      | 2    | VIE Võ Thanh Tùng                | 42.59 |                    |
| 7      | 7    | DEN Jonas Larsen                 | 42.93 |                    |
| 8      | 8    | MAS Zul Amirul Sidi Bin Abdullah | 43.21 |                    |

Legenda
| Recorde mundial      | Recorde mundial (World record)               |                       | Recorde africano                      | Recorde africano (African) |                                           | Q | Classificado por posição (Qualified) |
| Recorde paralímpico  | Recorde paralímpico (Paralympic record)      | Recorde da América    | Recorde da América (Americas)         | q                          | Classificado por melhor tempo (Qualified) |   |                                      |
| Melhor marca do ano  | Melhor marca do ano (World leading)          | Recorde asiático      | Recorde asiático (Asian)              | DNS                        | Não largou (Did not start)                |   |                                      |
| Recorde nacional     | Recorde nacional (National record)           | Recorde europeu       | Recorde europeu (European)            | DNF                        | Não terminou (Did not finish)             |   |                                      |
| Recorde pessoal      | Recorde pessoal do atleta (Personal best)    | Recorde da Oceania    | Recorde da Oceania (Oceania)          | DSQ / DQ                   | Desclassificado (Disqualified)            |   |                                      |
| Recorde da temporada | Recorde da temporada do atleta (Season best) | Recorde sul-americano | Recorde sul-americano (South America) | NM                         | Sem marca (No mark)                       |   |                                      |